# MARCKSL1
MARCKSL1 (англ. MARCKS like 1) – білок, який кодується однойменним геном, розташованим у людей на короткому плечі 1-ї хромосоми.  Довжина поліпептидного ланцюга білка становить 195 амінокислот, а молекулярна маса — 19 529.
| 10         |  | 20         |  | 30         |  | 40         |  | 50         |
| ---------- |  | ---------- |  | ---------- |  | ---------- |  | ---------- |
| MGSQSSKAPR |  | GDVTAEEAAG |  | ASPAKANGQE |  | NGHVKSNGDL |  | SPKGEGESPP |
| VNGTDEAAGA |  | TGDAIEPAPP |  | SQGAEAKGEV |  | PPKETPKKKK |  | KFSFKKPFKL |
| SGLSFKRNRK |  | EGGGDSSASS |  | PTEEEQEQGE |  | IGACSDEGTA |  | QEGKAAATPE |
| SQEPQAKGAE |  | ASAASEEEAG |  | PQATEPSTPS |  | GPESGPTPAS |  | AEQNE      |

A: Аланін

C: Цистеїн

D: Аспарагінова кислота

E: Глутамінова кислота

F: Фенілаланін

G: Гліцин

H: Гістидин

I: Ізолейцин

K: Лізин

L: Лейцин

M: Метіонін

N: Аспарагін

P: Пролін

Q: Глутамін

R: Аргінін

S: Серин

T: Треонін

Кодований геном білок за функцією належить до фосфопротеїнів. 
Білок має сайт для зв'язування з молекулою актину, молекулою кальмодуліну. 
Локалізований у клітинній мембрані, цитоплазмі, мембрані.